# Хафджи
Хафджи (на арабски: الخفجي) е град в Саудитска Арабия. До 1970-те се намира в неутралната зона между кралството и Кувейт. Градът става известен с битката при Хафджи по време на Войната в Залива в началото на 1991. Населението му е 67 012 души (по данни за 2010 г.).